# Bucky O'Hare
Bucky O'Hare est un personnage fictif et le héros d'une série de comics éponyme dérivée en série télévisée et jouets. Il a été créé par l'auteur Larry Hama et dessiné par Michael Golden entre 1977 et 1978. La série a été publiée par Continuity Comics (en). 

## Synopsis
L'histoire de Bucky O'Hare suit un univers parallèle où une guerre est en cours entre l'incompétente Fédération des Animaux Unis (United Animals Federation) et le sinistre Empire des Crapauds (Toad Empire). La Fédération des Animaux Unis est une république interplanétaire gérée par des mammifères intelligents, tandis que l'Empire des Crapauds est contrôlé par un vaste système informatique, le KOMPLEX, qui a conduit la population de crapauds hautement consumériste à se battre contre le reste de la galaxie. 

## L'univers de Bucky O'Hare

### Aniverse
C'est le nom de l'Univers parallèle au nôtre, où Willy rejoint Bucky O'Hare.

### Vaisseaux
Le juste indignation
Appareil de Bucky O'Hare
La mimi pétroleuse
Appareil des animaux unis
Double bulle
Appareil standard d'attaque de l'empire Krapo.

### Planètes
Chaque planète est habitée par une espèce d'animal différente.
Aldebaran
est le monde des chats
Rigel 5
est le monde des koalas
Betelgeusia
est celui des Berserker Baboons
Warren
est le monde des lapins
Kanopis III
est le monde des Canards
Canis II
est le monde des Chiens
Corneria
est le monde des Renards
Reptilia
est le monde des Reptiles
Toad Homeworld
est le monde des Crapauds

### Groupes
Les Animaux Unis
Alliance des mammifères.
L'empire Krapo

### Personnages
Le groupe de Bucky O'Hare
équipage du vaisseau 
Bucky O'Hare
Canard d'œil
Tireur d'élite
Bruce
Aide mécanicien
Cyclor l'androïde
Androïde
Jenny
Second du vaisseau
Willy.
Humain, chef mécanicien
L'empire des Krapo
Komplex
Intelligence artificielle contrôlant l'empire Krapo

## Autres médias

### Séries télévisées
- 1991 : Bucky O'Hare... contre les Krapos ! est un dessin animé de 13 épisodes conçu par Marvel Studios.

### Jeux vidéo
- 1992 : Bucky O'Hare sur NES est un jeu de plate-forme édité par Konami.
- 1992 : Bucky O'Hare en Arcade est un jeu d'action Beat'em up édité par Konami.